# Matthew Ryan
Matthew Ryan (n. 3 iunie 1964, Sydney, Noul Wales de Sud, Australia) este un sportiv ce a reprezentat Australia, medaliat olimpic. A participat la 2 ediții ale Jocurilor Olimpice (1992, 2000) în care a câștigat o medalie de aur.